# Кингстон (Новая Зеландия)
Ки́нгстон — небольшой городок на самом южном конце озера Уакатипу, к северу от границы Отаго и Саутленда, на Южном острове Новой Зеландии . Он находится в 47 км к югу от Квинстауна по дороге, именуемой «Дьявольская лестница», которая вьется между озером Уакатипу на западе и горами Ремаркаблс на востоке. Это в 70 км к северу от Ламсдена, недалеко от истока реки Матаура.

## История
Первоначально Кингстон назывался «Сент-Джонс», в честь комиссара полиции Сент-Джона Бранигана.

## Транспорт

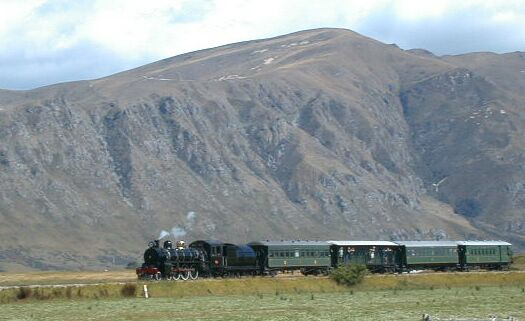
Кингстонский поезд

Историческое железнодорожное сообщение Kingston Flyer тесно связано с городом. Оно действовало на 14-километровом сохранившемся участке бывшего Кингстонского отделения, которое более века обеспечивало железнодорожное сообщение из города Инверкаргилл в Кингстон; оно было открыто в 1878 году и закрылось в 1979 году после того, как участок пути между Гарстоном и Атолом был размыт во время наводнения,
повредившего линию между Ламсденом и Гарстоном, привело к тому, что последний рейс Кингстон-Инверкаргилл проследовал 17 апреля 1979 года, а повреждённый участок трассы, о котором идёт речь, был официально закрыт в ноябре того же года.